# Cinara inscripta
Cinara inscripta är en insektsart som beskrevs av Hottes och Essig 1953. Cinara inscripta ingår i släktet Cinara och familjen långrörsbladlöss. Inga underarter finns listade i Catalogue of Life.